# Le notti segrete di Lucrezia Borgia
Le notti segrete di Lucrezia Borgia è un film del 1982 diretto da Roberto Bianchi Montero.
Film in costume di produzione italo-spagnola.